# Облигации федерального займа для населения
ОФЗ-н — облигации федерального займа для населения. Номинированы в рублях. Распространяются Минфином России через банки-агенты на упрощенных условиях, но имеют существенные ограничения в обороте. Все выпуски рассчитаны на погашение через 3 года, выплата купонов (причём чем позже по номеру купон, тем больше) раз в полгода. Первое размещение ОФЗ-н был начато 26 апреля 2017 года. Первый выпуск был распродан в начале сентября 2017, второй распространяли полгода с сентября 2017 по март 2018, третий с марта 18 по март 2019. Потом был перерыв до сентября 2019. Четвёртый (начиная с него отменили комиссию покупки и продажи) с сентября по декабрь 2019 Пятый (начиная с него цена стала меньше номинала, стимулируя стремление держать их до конца) с января по июль 2020. Шестой с июля 2020 по январь 2021. Седьмой с января по июль 2021. Восьмой с июля 2021 по январь 2022. Девятый начали распространять в феврале 2022, но очень скоро прекратили.
Как и иные федеральные облигации ОФЗ-н являются государственными ценными бумагами Российской Федерации и включаются в внутренний государственный долг, действующими на основе генеральных условий эмиссии, установленных Правительством. При этом частные условия эмиссии, относящиеся к ОФЗ-Н, принимаются уже на уровне Минфина.
Отличаются от иных облигаций целым рядом особенностей:
- ограничение круга покупателей гражданами России;
- запрет на оборот облигаций вне пары: гражданин — банк-агент;
- и другое. С другой стороны цена выкупа равна цене покупки, но не больше номинала(для первых трёх есть потери на двойной уплате комиссии). При выкупе меньше года теряется все уже выплаченные купоны (если они были) и накопленный купонный доход на момент предъявления к выкупу (оставался лишь НКД покупки).

С другой стороны, предъявление ОФЗ-н 4-9 (первые три успели погаситься по сроку раньше) выпусков к выкупу (не важно, при сроке владения большим или меньшим года) было возможно даже в марте 2022 года, когда фондовый рынок, включая покупки и продажи обычных ОФЗ, не функционировал.
14 августа 2024 восьмой (предпоследний) выпуск ОФЗ-н был погашен.  12 февраля 2025  девятый (последний) выпуск ОФЗ-Н был погашен.